# Josef Klapka
Josef Klapka, (ungarisch Klapka József, * 1786 in Arad, damals Königreich Ungarn; † 12. Mai, 1863 ebenda) war Drucker, Journalist, Verleger, und Bürgermeister in Timișoara (damals Temeswar), sowie Abgeordneter im Ungarischen Reichstag.

## Leben
Der Buchdrucker und Journalist Josef Klapka verlegte im heute rumänischen Temeswar mehrere Zeitungen, darunter die Banater Zeitschrift für Landwirtschaft, Handel, Künste und Gewerbe und das wöchentlich erscheinende Temeswarer Wochenblatt (1840–1948, neun Jahrgänge).
Klapkas Publikationen waren weitgehend dem im Entstehen begriffenen Submersionsprogramm verpflichtet, das von den ungarnfreundlichen Piaristen unterstützt wurde, welche als Zensoren bestellt waren. Mitarbeiter Klapkas war Johann Nepomuk Preyer, selber später Bürgermeister der Stadt.
Kurz vor seiner Wahl zum Bürgermeister von Temeswar brachte der Förderer des deutschen Stadttheaters Klapka die ersten zwei deutschsprachigen Theaterzeitungen Südosteuropas heraus: die Notizen und die bis auf eine einzige Nummer vollständig erhaltene Fortsetzung Thalia. Diese Publikationen vermitteln ein Bild des ersten konsistenten literarischen Zeitalters im Banat.
1815 eröffnete Joseph Klapka in Temeswar die erste Leihbücherei im damaligen Ungarn.
Von 1819 bis 1833 wurde Klapka zum Bürgermeister Timișoaras bestellt, und anschließend als Abgeordneter in den ungarischen Reichstag.